# Vadim Boreț
Vadim Boreț (in russo Вадим Борец?, Vadim Borec; Chișinău, 5 settembre 1976) è un allenatore di calcio ed ex calciatore moldavo, di ruolo centrocampista.

## Palmarès

### Giocatore

#### Competizioni nazionali
- Campionato moldavo: 8

Zimbru Chisinau: 1993-1994, 1994-1995, 1995-1996, 1997-1998, 1998-1999, 1999-2000
Sheriff Tiraspol: 2001-2002, 2002-2003
- Coppa di Moldavia: 3

Simbru Chisinau: 1996-1997, 1997-1998
Sheriff Tiraspol: 2001-2002
- Campionato azero: 1

Baku: 2008-2009
- Coppa d'Azerbaigian: 2

Baku: 2009-2010, 2011-2012

#### Competizioni internazionali
- Coppa dei Campioni della CSI: 1

Sheriff Tiraspol: 2003